# Stasiphron
Stasiphron é um gênero de mariposa pertencente à família Acrolepiidae.